# کارمن: یک هیپ هاپرا
کارمن: یک هیپ هاپرا (انگلیسی: Carmen: A Hip Hopera) یک فیلم عاشقانه، موزیکال و فیلم درام آمریکایی در سال ۲۰۰۱ به تهیه‌کنندگی ام‌تی‌وی و کارگردانی رابرت تاونزند است. در این فیلم مکای فایفر و بیانسه به ایفای نقش می‌پردازند. این کار براساس اپرای کارمن در سال ۱۸۷۵ توسط ژرژ بیزه، لودوویچ هالوی و هنری میلهک ساخته شده‌است.
این فیلم دومین اقتباس بزرگ اپرا از آمریکایی‌های آفریقایی-آمریکایی است، اولین اثر در سال ۱۹۴۳ کارمن جونز در تئاتر برادوی و اقتباس فیلم نامزد اسکار در سال ۱۹۵۴ است.